# Bahman Ghobadi
Bahman Ghobadi (em persa: بهمن قبادی; Irão, 1 de fevereiro de 1969) é um cineasta, produtor cinematográfico e escritor iraniano.